# هاف‌پست لایو
هاف‌پست لایو (انگلیسی: HuffPost Live) یک شبکه پخش ویدئو در اینترنت بود که توسط وب سایت خبری هاف‌پست در ایالات متحده اداره می‌شد. این شبکه برنامه اصلی خود و همچنین مکالمات زنده بین کاربران را از طریق پلتفرم‌هایی مانند اسکایپ و گوگل پلاس پخش می‌کرد. محتوای زنده آن پیش از این هر روز به مدت هشت ساعت از ساعت ۱۰ صبح تا ۶ بعد از ظهر به وقت EST پخش می‌شد. در این رسانه به جای به‌کارگیری قالب معمول اخبار تلویزیونی و نمایش‌های فردی، به بخش‌های کوچکتری مانند پوشش دادن به یک داستان یا زیر موضوع یک وب‌سایت اصلی تقسیم شد و به بخش دیگر آن به موضوعات خود سایت، مانند سیاست، پول، جبهه، صفحه و موارد مشابه تقسیم گردید.
این وب‌سایت خبری در ۱۳ اوت ۲۰۱۲ راه اندازی شد. در ۸ ژانویه ۲۰۱۶، آریانا هافینگتون اعلام کرد هاف‌پست لایو برای سازماندهی مجدد استراتژی ویدیوی هافینگتون پست به منظور قابل اشتراک کردن محتوای آنلاین کوچکتر می‌شود. با اعلام سازمان‌دهی جدید، در ۲۸ مارس ۲۰۱۶ برنامه‌های هاف‌پست لایو عبارت بود از تکرار محتوای برنامه‌های زنده قبلی همچنین برخی مصاحبه‌های زنده افراد مشهور که قبلاً پخش شده بود.

## مدیران سابق
- آلیونا مینکوفسکی
- کارولین مدرسی-تهرانی
- جاش سزی اپس[۳]
- مارک لامانت هیل
- نانسی رد[۴]
- ریکی کامیلری
- کیتلین بکر
- جانت وارنی[۵]